# إدوارد هيرفي
إدوارد هيرفي هو صحفي ومؤرخ وسياسي فرنسي، ولد في 28 مايو 1835 في سان دوني في فرنسا، وتوفي في 4 يناير 1899 في باريس في فرنسا. انتخب seat 19 of the Académie française ‏ وانتخب municipal councillor of Paris ‏.